# Augusta Savage
Augusta Savage (ur. 29 lutego 1882, zm. 27 marca 1962 – amerykańska rzeźbiarka związana z nowojorskim ruchem artystycznym The Harlem Renaissance. Była również nauczycielką, a jej studio było niezwykle istotne dla karier pokolenia artystów, którzy stali się rozpoznawalni w całym kraju.
Walczyła o równouprawnienie dla Afroamerykańskich artystów.

## Młodość i początki kariery
Urodziła się jako Augusta Christine Fells 29 lutego 1892 roku w Green Cove Springs (niedaleko Jacksonville) w stanie Floryda. Jej matką była Cornelia Murphy, a ojcem Edward Fells, z zawodu pastor Metodystów. Augusta zaczęła tworzyć rzeźby już jako dziecko, głównie małe figurki zwierząt, wykonane z naturalnej czerwonej gliny lokalnego pochodzenia. Jej ojciec był biednym pastorem Metodystów, który stanowczo sprzeciwiał się wczesnym zainteresowaniem sztuką córki. "Mój ojciec bił mnie cztery, pięć razy tygodniowo", wspomina artystka, "prawie wybił ze mnie sztukę". Było to spowodowane tym, iż w tamtych czasach ojciec Augusty uważał jej praktykowanie rzeźbiarstwa za grzech. Taki pogląd na rzeźby córki był spowodowany jego interpretacją biblijnych "wyrytych obrazów". Augusta wytrwała sprzeciw ojca i za namową dyrektora nowego liceum, do którego zaczęła uczęszczać po przeprowadzce jej rodziny do West Palm Beach w 1915 roku, kontynuowała tworzenie sztuki. Dyrektor wspierał jej działalność oraz podziwiał jej talent, wobec czego zezwolił artystce prowadzić zajęcia z modelowania gliny. To obudziło w Auguście zarówno trwające przez całe życie powołanie do nauki rzeźbiarstwa, jak również miłość do sztuki.
W roku 1907 Augusta wyszła za mąż za Johna T. Moore’a, a w następnym urodziła jedyne dziecko I córkę Rene Connie Moore. Jej mąż zmarł niedługo po narodzinach dziecka. W 1915 ponownie wyszła za mąż za Jamesa Savage, po którym zachowała nazwisko już do końca życia. Po rozwodzie pary w latach 20. Augusta przeprowadziła się z powrotem do West Palm Beach.
W roku 1919 została nagrodzona grantem w wysokości 25 dolarów na Palm Beach County Fair, gdzie otrzymała również wstęgę za najbardziej oryginalną wystawę. Podążając za sukcesem, rozpoczęła poszukiwanie zleceń w Jacksonville, przed odlotem do Nowego Jorku w roku 1921. Przyjechała z listem polecającym od przedstawiciela Palm Beach County Fair George’a Grahama Currie dla rzeźbiarza Solona Borgluma i 4,60 dolara. Gdy Borglum zauważył, że nie stać jej na opłacenie czesnego w School of American Sculpture, zachęcił ją by aplikowała do Cooper Union, szkole, która przyjmowała osoby na zasadzie stypendium, które Savage otrzymała w październiku 1921 roku. Została wybrana przed 142 mężczyznami z listy osób prosperujących na stypendium. Jej talent i umiejętności tak zaimponowały Radzie Doradczej Cooper Union, że otrzymała dodatkowe fundusze na zakwaterowanie i wyżywienie, gdy straciła pracę jako dozorca mieszkania. W latach 1921–1923 studiowała pod okiem rzeźbiarza George’a Brewstera. Ukończyła czteroletni kurs w ciągu trzech lat.
W lecie 1923 roku Augusta aplikowała o przyznanie Letniego kursu artystycznego w Szkole Sztuk Pięknych w Fountainbleau we Francji. Została przyjęta, jednakże w momencie, w którym amerykańska komisja selekcyjna dowiedziała się, że jest czarnoskóra, wycofali ofertę, obawiając się sprzeciwu białych kobiet z Południa. Niezwykle dotknięta tą decyzją, Savage podważyła zdanie komisji, tym samym rozpoczynając jedną w wielu w jej życiu walkę o równouprawnienie. Chociaż apelowała do rządu francuskiego o przywrócenie nagrody, nie przyniosły to skutku i Savage nie była w stanie studiować w Szkole Sztuk Pięknych Fontainebleau. Incydent ten był relacjonowany w prasie po obu stronach Atlantyku i ostatecznie jedyny wspierający rzeźbiarz członek komitetu Hermon Atkins MacNeil – który kiedyś dzielił pracownię z Henry Ossawą Tannerem – zaprosił Augustę do podjęcia nauki u niego. Później wymieniła go jako jednego ze swoich nauczycieli.

Po ukończeniu studiów na Cooper Union, Savage pracowała w pralniach parowych na Manhattanie, by móc utrzymać siebie i rodzinę. Her ojciec został sparaliżowany w wyniku udaru, a dom rodzinny został zdewastowany przez huragan. Jej rodzina przeniosła się z Florydy do niewielkiego mieszkania artystki, znajdującego się na 137. ulicy w zachodniej części Nowego Jorku. W tym czasie otrzymała swoje pierwsze zamówienie na popiersie Williama Edwarda Burghardta Du Bois dla Biblioteki Harlem. Jej wybitna rzeźba przyniosła kolejne zamówienia, w tym jedno na popiersie Marcusa Garveya. Jej popiersie Williama Pickensa Sr.., kluczowej postaci w NAACP zyskało uznanie za przedstawienie Afroamerykanina w bardziej humanitarny, neutralny sposób, odbiegając od dotychczasowych stereotypów, jak zresztą wiele innych prac artystki. 

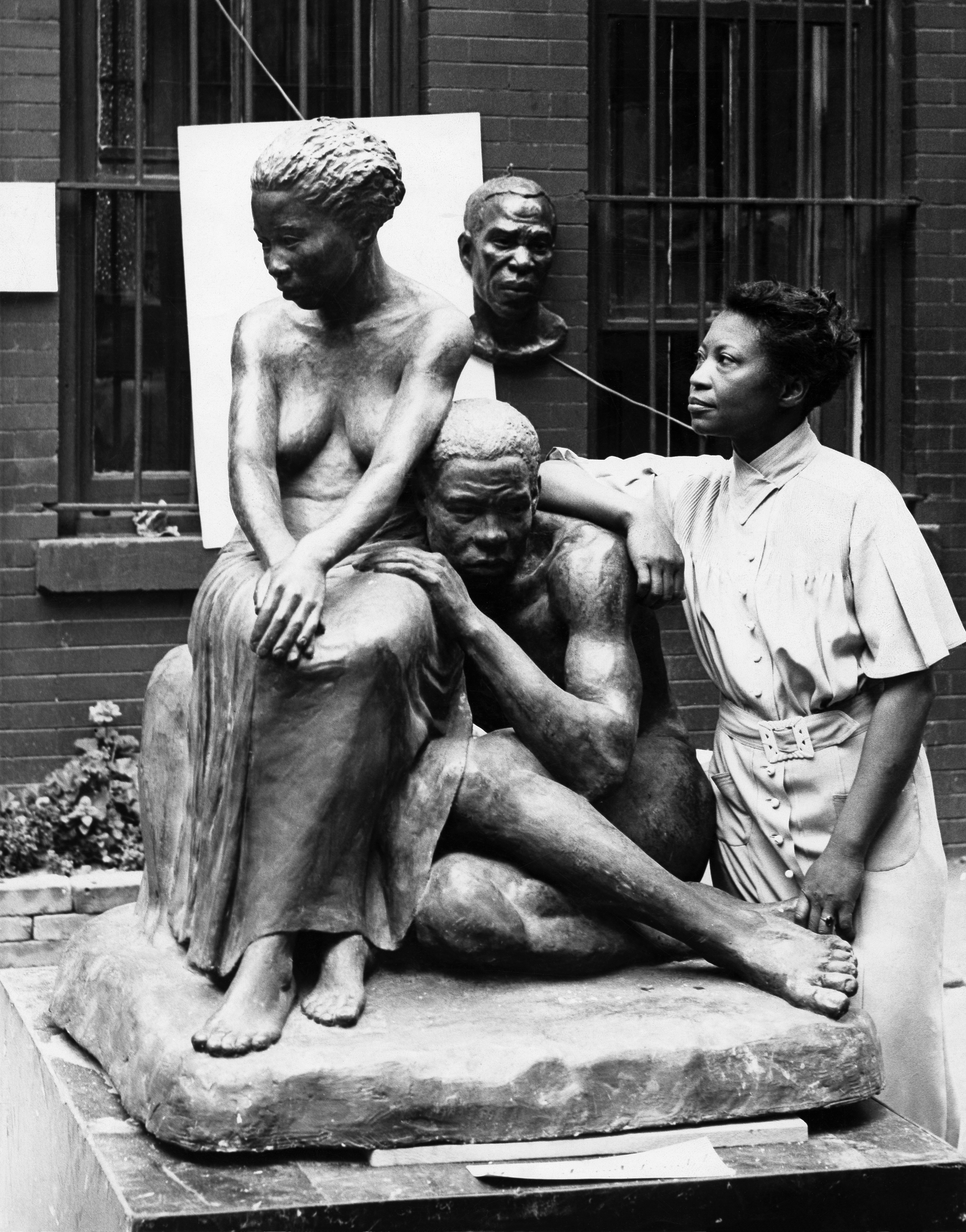
Augusta Savage ze swoją rzeźbą 1938

W roku 1923 Savage wyszła za mąż za Roberta Lincolna Postona, protegowanego Garveya. Poston zmarł na zapalenie płuc na pokładzie statku podczas powrotu z Liberii w ramach delegacji Universal Negro Improvement Association i African Communities League w 1924 roku. W  1925 roku Augusta otrzymała stypendium na Królewskim Uniwersytecie Sztuk Pięknych w Antwerpii, mające odbyć się w Rzymie. Stypendium to obejmowało jedynie czesne. Artystkę nie było stać na transport oraz utrzymanie, zatem nie mogła w nim uczestniczyć. W latach dwudziestych pisarz i ekscentryk Joe Gould zauroczył się w artystce. Wypisywał do niej niezliczone listy, ciągle do niej telefonował i pragnął by Savage go poślubiła. Ostatecznie doprowadziło to do molestowania.
Savage zdobyła nagrodę Otto Kahna na wystawie w The Harmon Foundation w 1928 roku za jej rzeźbę Head of a Negro. Była jednakże jawnym krytykiem fetyszyzowania estetyki, ukazującej w prymitywny sposób osoby czarnoskóre, którą preferowali wówczas biali mecenasi. Publicznie skrytykowała dyrektorkę Fundacji Harmon, Mary Beattie Brady, za jej niskie standardy wobec sztuki czarnych osób oraz za jej generalny brak zrozumienia w dziedzinie sztuk wizualnych.
W 1929 roku dzięki połączonym środkom z Urban League, Rosenwald Foundation, grantowi Carnegie Foundation oraz darowiznom od przyjaciół i byłych nauczycieli, Savage mając 37 lat, mogła w końcu wyjechać do Francji. Mieszkała na Montparnasse i pracowała w pracowni M. [Félix’a] Benneteau [-Desgrois]. Początkowo studio zachęcało Savage do realizowania własnych prac i projektów, artystka jednak później napisała „... mistrzowie nie wykazują za wiele empatii i współczucia, ponieważ wszyscy mają swoje własne, określone wizje i zwykle liczą na to, że uczniowie będą tworzyć wedle opracowanych przez nich metod”. W roku 1930 Augusta rozpoczęła samodzielną pracę.
Wiedza o talencie i zmaganiach Savage’a otrzymała szeroki rozgłos w afroamerykańskiej społeczności; w Harlemie oraz Greenwich Village odbywały się zbiórki pieniężne, a grupy kobiet oraz nauczycielek z Uniwersytetu A&M na Florydzie wysyłały Auguście fundusze na studiowanie za granicą. W 1929 roku, również z pomocą funduszy Juliusa Rosenwalda, Savage uczęszczała do Académie de la Grande Chaumière, czołowej paryskiej szkoły artystycznej. W Paryżu studiowała u francuskiego rzeźbiarza Charles’a Despiau. Wystawiała swoje prace, za które dwukrotnie otrzymała nagrodę - raz na wystawie w Salonie Paryskim, a raz na Ekspozycji. Odbyła tournée po Francji, Belgii i Niemczech, badając rzeźby w muzeach i katedrach.

## Późniejsze prace

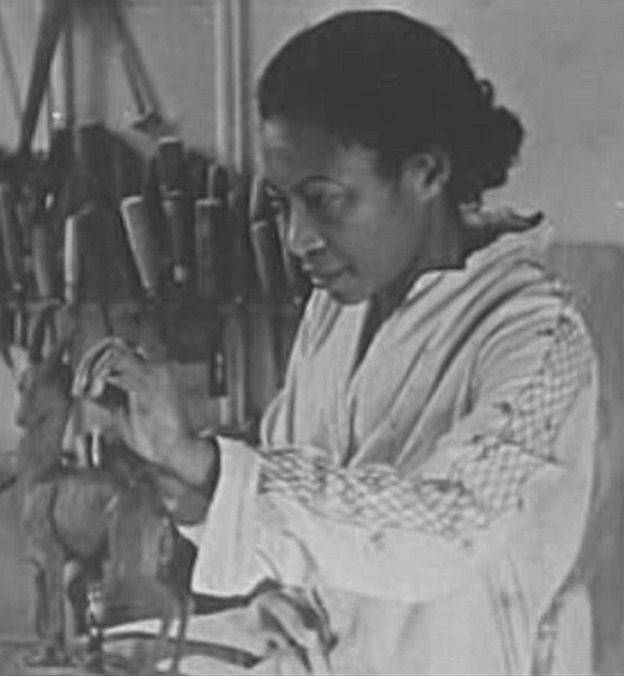
Augusta Savage w pracy nad rzeźbą

Savage wróciła do Stanów Zjednoczonych w 1931 roku, pełna energii po ukończonych studiach i zdobytych osiągnięciach. Sprzedaż dzieł Augusty niemalże została wstrzymana, z powodu panującego Wielkiego Kryzysu. To bynajmniej nie zastopowało artystki, która idąc dalej naprzód, w roku 1934 została pierwszą afroamerykańską artystką, wybraną do Krajowego Stowarzyszenia Kobiet Malarek i Rzeźbiarzy. Następnie otworzyła własne Studio Sztuki i Rzemiosła, mieszczące się w piwnicy przy West 143rd Street w Harlemie. Jej pracownia była otwarta dla każdego, kto zechciał malować, rysować lub rzeźbić. Wśród wielu jej młodszych studentów można wymienić artystów, którzy z czasem dorobili się krajowej sławy, takich jak: Jacob Lawrence, Norman Lewis i Gwedolyn Knight. Innym studentem był socjolog Kenneth B. Clark, którego późniejsze badania przyczyniły się do orzeczenia Sądu Najwyższego z 1954 r. w sprawie Brown v. Board of Education, dzięki której uznano szkolną segregację rasową za niezgodną z konstytucją. Jej szkoła przekształciła się w Harlem Community Art Centre; w jej warsztatach wzięło udział 1500 osób w każdym wieku i o różnym stopniu sprawności, ucząc się od jej wielokulturowego personelu, a następnie eksponując swoje prace w Nowym Jorku. Pomogły w tym fundusze z Works Progress Administration,  jednakże ożył dawny dyskryminujący konflikt między Savage i urzędnikami WPA, którzy sprzeciwiali się pełnieniu przez nią roli przywódczej.  
Savage była jedną z czterech kobiet i tylko dwóch Afroamerykanów, którzy otrzymali profesjonalne zamówienie od Board of Design na Światowej Wystawie w Nowym Jorku w 1939 roku. Stworzyła Lift Every Voice and Sing (znaną również jako „The Harp”), zainspirowaną piosenką Jamesa Weldona i Rosamonda Johnsona. Jej wysoka na 16 stóp gipsowa rzeźba była najpopularniejszą i najczęściej fotografowaną pracą na targach; sprzedano małe metalowe kopie pamiątkowe i zakupiono wiele pocztówek. Praca była imitacją instrumentu muzycznego, tak by zawierał 12 śpiewających młodych Afroamerykanów o stopniowanych wysokościach jako struny, z płytą rezonansową harfy przekształconą w ramię i dłoń. Z przodu znajdował się młody mężczyzna, który oferował muzykę ze swych dłoni. Savage nie miała funduszy na odlanie go z brązu lub przeniesienie i przechowywanie. Podobnie jak inne tymczasowe instalacje rzeźba została zniszczona na zakończenie targów.
Savage otworzyła dwie galerie, których pokazy cieszyły się dużym zainteresowaniem i były dobrze recenzowane, jednakże ilość sprzedaży była niewielka, co wymusiło na artystce ich zamknięcie. Ostatni pokaz jej twórczości odbył się w 1939 roku. Głęboko przygnębiona kłopotami finansowymi, w latach czterdziestych Savage przeprowadziła się do wiejskiego domu w Saugerties w stanie Nowy Jork. Po przeprowadzce nawiązała bliskie stosunki z sąsiadami i powitała rodzinę i przyjaciół z Nowego Jorku w swoim wiejskim domu. Savage zajmowała się ogrodem, a także sprzedawała gołębie, kury i jajka. K-B Products Corporation, wówczas najwięksi na świecie hodowcy grzybów, zatrudniła Savage jako asystenta laboratoryjnego w zakładzie badań nad rakiem. Nabyła auto i nauczyła się prowadzić, by móc dojeżdżać do pracy. Herman K. Knaust, dyrektor laboratorium, zachęcał Savage do kontynuowania kariery artystycznej i zaopatrywał ją w materiały plastyczne. Artystka zaczęła ponownie tworzyć i nauczać sztuki, rzeźbiąc swoich przyjaciół i sąsiadów. Jej ostatnia zlecona praca była dla Knausta i była podobizną amerykańskiego dziennikarza i autora Poultneya Bigelowa, którego ojciec, John, był ministrem USA we Francji podczas wojny secesyjnej. Sąsiedzi Augusty opowiadali, że nie było momentu, w którym by nie tworzyła.
Większość jej prac była wykonana z gliny lub gipsu, ponieważ nie było jej stać na odlewy z brązu. Jedno z jej najsłynniejszych popiersi nosi tytuł Gamin i jest stale eksponowane w Smithsonian American Art Museum w Waszyngtonie; wersja naturalnej wielkości znajduje się w zbiorach Cleveland Museum of Art. W momencie powstania Gamin, wzorowany na młodzieńcu z Harlemu, został uznany za najpopularniejszy na wystawie ponad 200 prac czarnych artystów. Jej styl można opisać jako realistyczny, ekspresyjny i wrażliwy. Chociaż jej sztuka i wpływy w społeczności artystycznej są udokumentowane, lokalizacja większości jej prac jest nieznana.
W 1945 roku Savage przeprowadziła się do Saugerties w stanie Nowy Jork. Uczyła dzieci sztuki, a także pisała dla nich opowiadania. Savage zmarła na raka 26 marca 1962 roku w Nowym Jorku. Chociaż w chwili śmierci została prawie zapomniana, Savage jest dziś pamiętana jako wielki artysta, aktywistka i pedagog sztuki; będąc inspiracją dla wielu, których uczyła, pomagała i zachęcała.

## Dziedzictwo
Na jej cześć nazwano Augusta Fells Savage Institute of Visual Arts, publiczne liceum w Baltimore w stanie Maryland.
W 2001 roku jej dom i studio w Saugerties w stanie Nowy Jork zostały wpisane w Nowojorski oraz Krajowy Rejestr Miejsc Historycznych. Jest to najbardziej znaczące zachowane miejsce związane z produktywnym życiem tej słynnej artystki, nauczycielki i aktywistki. Jej dom został odrestaurowany, aby przywołać okres, w którym tam mieszkała i służy do interpretacji jej życia i twórczej wizji.
W 2007 roku miasto Green Cove Springs na Florydzie nominowało ją do wpisanie do Galerii Sław Artystów na Florydzie; została na nią wprowadzona wiosną 2008 roku. Dziś w miejscu jej urodzenia znajduje się dom kultury nazwany na jej cześć.
Alan Schroeder napisał biografię artystki, przeznaczoną dla młodszych czytelników. In Her Hands: The Story of Sculptor Augusta Savage została wydana we wrześniu 2009 roku przez nowojorskie wydawnictwo Lee and Low.
Artykuły Augusty Savage są dostępne w Schomburg Center for Research in Black Culture w New York Public Library.

## Prace
- Busts of W.E.B. Dubois and Marcus Garvey
- Gamin
- The Tom Tom
- The Abstract Madonna
- Envy
- A Woman of Martinique
- Lift Every Voice and Sing (znana również jako "The Harp")[28]
- Sculptural interpretation of Negro Music[29]
- Gwendolyn Knight, 1934–1935[30]

## Wystawy indywidualne
- Grande Chaumière, Paris, 1929
- Salon d'Automne, Paris, 1930
- Argent Galleries, New York oraz Art Anderson Gallery, New York, 1932
- Argent Galleries, New York oraz New York World’s Fair, 1939
- Nowojorska Biblioteka Publiczna, 1988[17]

## Wybrane wystawy grupowe
- Argent Galleries, New York, 1934
- Argent Galleries, New York, 1938
- American Negro Exposition, Tanner Art Galleries, Chicago, 1940
- Newark Museum, New Jersey, 1990
- Three Generations of African-American Women Sculptors, Afro-American Historical and Cultural Museum, Philadelphia, 1996[17]